# 乌尔拉尔
乌尔拉尔（Ullal），是印度卡纳塔克邦Dakshina Kannada县的一个城镇。总人口49862（2001年）。

## 人口
该地2001年总人口49862人，其中男性24532人，女性25330人；0—6岁人口6672人，其中男3446人，女3226人；识字率73.14%，其中男性为77.48%，女性为68.94%。